# Putina
Putina – miasto w Peru, w regionie Puno, stolica prowincji San Antonio de Putina. Położone jest na wysokości 3878 m n.p.m., w pobliżu jeziora Titicaca, około 15 km od granicy z Boliwią. Według spisu ludności z 2020 roku miasto liczyło 13 882 mieszkańców. 
Przypuszcza się, że tereny te były zamieszkane w latach 1100–1450 p.n.e. Putina została założona 24 maja 1595 roku. Nazwa miasta w języku keczua oznacza „wrzącą wodę”. Na mocy ustawy z 2 września 1889 roku osada została podniesiona do kategorii miasta. 
Putina leży 3870 metrów n.p.m. i według klasyfikacji klimatów Köppena położona jest w klimacie tundry. Przez cały rok jest chłodno – średnia roczna dobowa temperatura wynosi 6,2°C. Listopad to najcieplejszy miesiąc w roku, kiedy to dobowa temperatura wynosi średnio 7,9°C. Najzimniejszym miesiącem jest lipiec, ze średnią dobową temperaturą 4,0°C. Średnie opady roczne wynoszą 1222 mm. Najsuchszym miesiącem jest czerwiec, z 14 mm opadów. Większość opadów przypada na styczeń (średnio 222 mm). W sierpniu notuje się największą liczbę słonecznych godzin w ciągu dnia. W tym miesiącu jest ich średnio 9,71 godzin. Natomiast najmniejsza liczbę słonecznych godzin dziennie rejestruje się w styczniu (średnio 7,14 godzin). Ogółem w ciągu roku notuje się około 2940 godzin słonecznych. 